# Ray Pawson
 (juin 2023).
Pour les articles homonymes, voir Pawson.
Ray Pawson, né en 1948, est un sociologue britannique, professeur émérite de méthodologie des sciences sociales à l'Université de Leeds, au Royaume-Uni. Au cours de sa carrière, il a notamment été pendant 4 ans le président du Comité sur la méthodologie de l'Association internationale de sociologie (1994-1998). 
Selon ses propres mots, Ray Pawson a passé une bonne partie de sa vie en prison, pour ses recherches portant notamment sur l'éducation en milieu carcéral. Il y réfléchit notamment aux façons d'en évaluer le succès et aux conditions dans lesquelles des prisonniers vont se saisir, ou non, de l'éducation pour enclencher une trajectoire de changement.
C'est justement pour ses écrits sur l'évaluation qu'il est principalement connu – et en particulier pour sa proposition d'une évaluation dite « réaliste », en ce qu'elle s'appuie sur le réalisme en tant que philosophie des sciences. Il s'agit alors pour l'auteur de se distinguer du débat entre épistémologies positiviste et relativiste, pour se concentrer sur la dimension explicative de l'évaluation, et sa capacité à abonder les connaissances sur les interventions sociales. 

## L'évaluation réaliste
Ray Pawson travaille à cette évaluation dite réaliste ("real, realist, and realistic") dès les années 1990, avant un premier livre récapitulatif publié en 1997 avec Nick Tilley. Cette évaluation s'inscrit en particulier dans une approche réaliste dans l'intérêt qu'elle porte à l'explication des phénomènes, et en particulier pourquoi on peut parler de lien causal entre une intervention et un effet donné. Ce lien n'est pas direct, il ne s'agit pas de savoir si l'intervention X a eu une influence, mais plutôt de faire émerger l'association de variables expliquant les résultats.
En comparaison des approches contrefactuelles telles que l'Essai randomisé contrôlé, l'évaluation réaliste ne cherche ainsi pas tant à répondre à la question "qu'est-ce qui marche" tout court, mais plutôt "qu'est-ce qui marche, pour qui, dans quelles circonstances, en quoi et comment ?
Autrement dit, la base axiomatique de l'évaluation réaliste est que "les résultats causaux découlent de mécanismes agissant en contexte". Ces mécanismes sont activés par les personnes visées ou touchées par les interventions sociales, selon le contexte.
L'évaluation réaliste est ainsi par principe, en ce qu'elle rejette une causalité linéaire et successionniste, à l'aise dans la complexité. Dans les années 2010, Ray Pawson va aller plus loin dans cette prise en compte de la complexité en proposant notamment d'en analyser les composantes avec un cadre complet, VICTORE, traduit en français l'année suivante.

## Pour une «science de l'évaluation»
Un deuxième point qui s'inscrit dans l'héritage réaliste, c'est la volonté d'établir des régularités dans l'association de ces différentes variables, permettant d'avancer l'état des connaissances sur les interventions sociales, mais aussi, plus largement, de se donner les moyens de les améliorer.
Cette volonté se matérialise à deux niveaux. D'une part, au niveau de chaque évaluation, il est possible :
1. de s'appuyer sur les théories des sciences sociales pour identifier les connaissances existantes sur ce qui marche, pour qui, dans quelles circonstances, sur le sujet considéré,
2. d'établir à partir de celles-ci une série d'hypothèses sur le cas précis faisant l'objet d'une évaluation
3. de collecter des informations de façon à tester ces hypothèses
4. et enfin de proposer un certain nombre de caractéristiques précises d'un programme pour renforcer sa capacité à activer certains mécanismes aboutissant à des résultats escomptés, selon le contexte[4].

Ray Pawson positionne ainsi l'évaluation dans une démarche scientifique, partant de la théorie et contribuant à son enrichissement itératif. Les projets de recherche RAMESES I & II ont prolongé cette idée d'une démarche d'évaluation systématique, en particulier dans le champ de la santé publique.

## La synthèse réaliste et la politique basée sur des données probantes
Il est aussi possible de reproduire cette logique à partir cette fois-ci d'un ensemble d'évaluations, de façon à monter en généralisation. C'est le but de la synthèse réaliste, qui prend le contrepied de la revue systématique et de la méta-analyse. Ray Pawson est en effet très critique de la logique qui consiste à identifier des interventions qui marcheraient indépendamment du contexte — c'est-à-dire la logique qui sous-tend le mouvement dit de l'evidence-based policy. 
Contrairement à une partie de la communauté évaluative qui récuse la possibilité de généraliser les résultats issus de l'analyse d'un cas, Ray Pawson considère que, certes, «selon le réalisme, les programmes ne sont pas portables, mais les idées le sont». De son point de vue, pour aider les décideurs, il est plus utile de disposer d'informations permettant d'identifier les contextes d'interventions, et les mécanismes qui peuvent fonctionner en contexte. C'est ce que propose la synthèse réaliste, dont il donne dès 2002 un exemple à partir des interventions de type Name and shame.